# 米歇尔·基根
米歇尔·伊丽莎白·基根（英語：Michelle Elizabeth Keegan，1987年6月3日—），英国电视女演员，因在独立电视台肥皂剧《加冕街》饰演蒂娜·麦金太尔一角，在英国广播公司连续剧《我们的女孩》中饰演乔洁·莱恩中士中而知名。她还在《蒂娜与鲍比》中饰演蒂娜·摩尔。

## 早年
基根生于斯托克波特，父亲是迈克尔·基根（Michelle Elizabeth Keegan），母亲是杰姬·特纳（Jackie Turner）。她的曾祖母是直布罗陀人，嫁给了驻扎在当地的一位英军士兵，而远祖父从意大利热那亚移民到直布罗陀，因此她从父亲方获得爱尔兰血统。她在曼彻斯特旁埃克尔斯的圣帕特里克天主教高中上学，后来就读于曼彻斯特表演学校。她曾在特拉福德中心的百货商场Selfridges工作过，也曾担任曼彻斯特机场的值机人员。

## 生涯
2007年底，仅经过两次试镜，基根便击败约900人，获得在《加冕街》中饰演蒂娜·麦金太尔一角的机会。她出演该角色共六年，于是2013年正式离开，她的角色蒂娜于2014年6月2日最后出场时被杀。参演该剧期间，基根的角色蒂娜出现许多备受瞩目的剧情线中。《卫报》2010年将她的角色列为《加冕街》10佳角色。2008年，她飞往南非，拍摄非戏院首映《加冕街》外传电影《加冕街：出走非洲》，在剧中饰演蒂娜一角。
2009年6月，基根首次亮相广播电台，主持BBC广播一台节目《官方排行榜》（The Official Chart）。2011年1月，她登上《男人装》杂志封面，在2010年和2011年的男人装百大性感女人票选中分别位列第30和第26。2013年3月，她再度登上封面，并于同年的票选中排名第4。后来最终在2015年成为冠军。
基根曾本色客串出演科幻情景喜剧《红矮星号》2009年复活节特辑《红矮星号：回到地球》。2014年6月，她在《彼得潘》戏剧欧洲巡演中饰演小叮当。
2015年，她出演英国广播公司电视连续剧《平凡的谎言》。2015年6月，消息指基根将出演英国广播公司电视连续剧《我们的女孩》第二季中出演乔洁·莱恩下士（Corporal Georgie Lane）一角，该剧于2016年9月播出。第三季12集于2017年10月开播，她继续出演该角色，直到2020年。同样在2016年，基根客串ITV2电视喜剧《罗马三贱客》。2016年6月，她参与独立电视台喜剧《蒂娜与鲍比》的拍摄。该剧改编自蒂娜·迪恩（Tina Dean）与传奇足球运动员博比·摩尔的爱情故事，她饰演蒂娜。这部三段式剧集于2017年1月开播。
基根目前参演天空第一台2019年英国情景喜剧《穷友记》爱林（Erin）一角。

## 个人生活
基根自2010年12月开始与渴望樂團主唱马克斯·乔治交往。两人于2011年6月订婚，但于次年结束交往。2013年9月，经过九个月的求爱，基根与马克·莱特订婚。两人于2015年5月24日结婚。

## 影视作品
| 年份      | 作品                   | 角色               | 注释                                    |
| --------- | ---------------------- | ------------------ | --------------------------------------- |
| 2008–2014 | 《加冕街》             | 蒂娜·麦金太尔      | 常规角色；共861集                       |
| 2008      | 《加冕街：出走非洲》   | 蒂娜·麦金太尔      | 非戲院首映电影；客串                    |
| 2009      | 《红矮星号：回到地球》 | 自己               | 第3部                                   |
| 2013      | 《柠檬疯狂人生》       | 自己               | 剧集：《Keith's Birthday》              |
| 2015      | 《平凡的谎言》         | 翠西（Tracy）           | 主角                                    |
| 2016      | 《醉酒史》             | 伊丽莎白一世       | 2.1集                                   |
| 2016–2020 | 《我们的女孩》         | 乔洁·莱恩下士      | 主角（第2部到第4部）                    |
| 2016      | 《罗马三贱客》         | 乌苏拉（Ursula）         | 剧集：《The Vestal》                    |
| 2016      | 《迷宮傳奇》           | 自己；参赛者       | 《不畏癌症英国版》2016特辑名人          |
| 2017      | 《蒂娜和鲍比》         | 蒂娜·摩尔          | 主角                                    |
| 2017      | 《醉酒史》             | 苏格兰女皇玛丽一世 | 2.3集                                   |
| 2017      | 《基斯与帕蒂恐怖秀》   | 莉亞·歐嘉納        | 剧集：《Star Wars: Return of the Jedi》 |
| 2018      | 《你以为你是谁》       | 自己               | 1集                                     |
| 2018      | 《奇怪的路我们来了》   | 黛咪（Demi）           | 电影                                    |
| 2019–至今 | 《穷友记》             | 爱林（Erin）           | 主角                                    |

## 舞台剧
| 年份      | 作品       | 角色   | 注释     |
| --------- | ---------- | ------ | -------- |
| 2014–2015 | 《彼得潘》 | 小叮当 | 欧洲巡演 |

## 奖项和提名
| 大奖                   | 颁奖年度 | 奖项                                | 提名者/提名作品 | 结果 | 参考   |
| ---------------------- | -------- | ----------------------------------- | --------------- | ---- | ------ |
| 英国肥皂剧大奖         | 2008     | 最佳新人                            | 《加冕街》      | 獲獎 | [ 28 ] |
| 英国肥皂剧大奖         | 2009     | 最性感女性                          | 《加冕街》      | 獲獎 | [ 29 ] |
| 英国肥皂剧大奖         | 2010     | 最性感女性                          | 《加冕街》      | 獲獎 | [ 30 ] |
| 英国肥皂剧大奖         | 2011     | 最性感女性                          | 《加冕街》      | 獲獎 | [ 31 ] |
| 英国肥皂剧大奖         | 2012     | 最性感女性                          | 《加冕街》      | 獲獎 | [ 32 ] |
| 英国肥皂剧大奖         | 2013     | 最佳女演员                          | 《加冕街》      | 提名 | [ 33 ] |
| 英国肥皂剧大奖         | 2013     | 最性感女性                          | 《加冕街》      | 獲獎 | [ 33 ] |
| 英国肥皂剧大奖         | 2014     | 最佳女演员                          | 《加冕街》      | 提名 | [ 34 ] |
| 英国肥皂剧大奖         | 2014     | 最性感女性                          | 《加冕街》      | 獲獎 | [ 35 ] |
| Inside肥皂剧大奖       | 2008     | 最佳夫妇（与傑克·P·謝潑德共同夺得） | 《加冕街》      | 提名 | [ 36 ] |
| Inside肥皂剧大奖       | 2008     | 最佳新演员                          | 《加冕街》      | 提名 | [ 36 ] |
| Inside肥皂剧大奖       | 2008     | 最性感女性                          | 《加冕街》      | 提名 | [ 36 ] |
| Inside肥皂剧大奖       | 2009     | 最性感女性                          | 《加冕街》      | 獲獎 | [ 37 ] |
| Inside肥皂剧大奖       | 2009     | 最佳肥皂剧演员着装                  | 《加冕街》      | 提名 | [ 38 ] |
| Inside肥皂剧大奖       | 2010     | 最性感女性                          | 《加冕街》      | 獲獎 | [ 39 ] |
| Inside肥皂剧大奖       | 2011     | 最佳女演员                          | 《加冕街》      | 提名 | [ 40 ] |
| Inside肥皂剧大奖       | 2011     | 最性感女性                          | 《加冕街》      | 獲獎 | [ 41 ] |
| Inside肥皂剧大奖       | 2012     | 最佳女演员                          | 《加冕街》      | 提名 | [ 42 ] |
| Inside肥皂剧大奖       | 2012     | 最性感女性                          | 《加冕街》      | 獲獎 | [ 42 ] |
| Inside肥皂剧大奖       | 2012     | 最佳肥皂剧演员着装                  | 《加冕街》      | 獲獎 | [ 42 ] |
| Inside肥皂剧大奖       | 2013     | 最佳女演员                          | 《加冕街》      | 提名 | [ 43 ] |
| Inside肥皂剧大奖       | 2013     | 最性感女性                          | 《加冕街》      | 獲獎 | [ 43 ] |
| 國家電視獎             | 2008     | 最受欢迎新演员                      | 《加冕街》      | 提名 | [ 44 ] |
| 國家電視獎             | 2013     | 最佳连续剧表演                      | 《加冕街》      | 提名 | [ 45 ] |
| 國家電視獎             | 2014     | 最佳连续剧表演                      | 《加冕街》      | 提名 | [ 46 ] |
| 國家電視獎             | 2019     | 最佳连续剧表演                      | 《我们的女孩》  | 提名 | [ 47 ] |
| 皇家电视学会           | 2015     | 最佳单集或连续剧女演员              | 《普通的谎言》  | 提名 | [ 48 ] |
| 电视和广播行业俱乐部奖 | 2013     | 最佳肥皂剧明星                      | 《加冕街》      | 提名 | [ 49 ] |
| 电视和广播行业俱乐部奖 | 2014     | 最佳肥皂剧明星                      | 《加冕街》      | 提名 | [ 50 ] |
| 电视选择奖             | 2008     | 最佳肥皂剧新演员                    | 《加冕街》      | 獲獎 | [ 51 ] |
| 电视选择奖             | 2011     | 最佳肥皂剧女演员                    | 《加冕街》      | 提名 | [ 52 ] |
| 电视选择奖             | 2012     | 最佳肥皂剧女演员                    | 《加冕街》      | 獲獎 | [ 53 ] |
| 电视选择奖             | 2013     | 最佳肥皂剧女演员                    | 《加冕街》      | 獲獎 | [ 54 ] |
| 电视选择奖             | 2014     | 最佳肥皂剧女演员                    | 《加冕街》      | 提名 | [ 55 ] |
| 电视选择奖             | 2017     | 最佳女演员                          | 《我们的女孩》  | 提名 | [ 56 ] |
| 电视选择奖             | 2018     | 最佳女演员                          | 《我们的女孩》  | 獲獎 | [ 57 ] |
| 电视选择奖             | 2019     | 最佳女演员                          | 《我们的女孩》  | 提名 | [ 58 ] |
| TV Now大奖             | 2008     | 最受爱尔兰观众欢迎的演员            | 《加冕街》      | 提名 | [ 59 ] |
| TV Now大奖             | 2009     | 爱尔兰最性感电视明显                | 《加冕街》      | 獲獎 | [ 60 ] |
| TV Now大奖             | 2010     | 最受欢迎肥皂剧女演员                | 《加冕街》      | 提名 | [ 61 ] |